# وردان ناشبدگان
وردان (پارسی میانه: Wardān) یکی از نجیب‌زادگان ساسانی در سده سوم میلادی در زمان حکومت شاپور یکم بود.

## زندگی

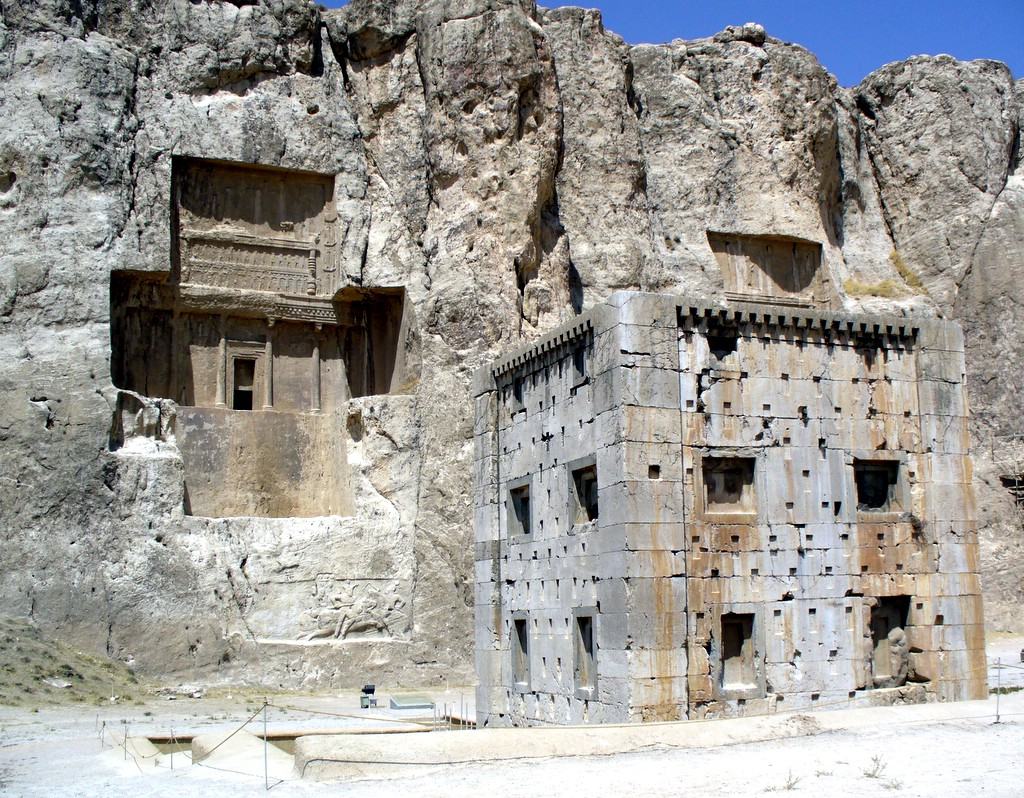
کعبه زرتشت، جایی که سنگ‌نوشته شاپور یکم حک شده‌است

از او در سنگ‌نوشته شاپور یکم بر کعبه زرتشت به عنوان پسر ناشبد (پارسی میانه: Nāšbed(a)gān) یاد شده‌است. او در این سنگ‌نوشته در میان ۶۷ نجیب‌زاده در رتبهٔ شصت‌وششم قرار دارد. اطلاعات دیگری از زندگی او در دست نیست.